# 風のガーデン
『風のガーデン』（かぜのガーデン）は、2008年10月9日から12月18日までフジテレビ系の「木曜劇場」枠で、毎週木曜日 22:00 - 22:54に放送された日本のテレビドラマ。フジテレビ開局50周年記念ドラマ第1弾。主演は中井貴一。または撮影のために新富良野プリンスホテルに設置された庭園を指す。

## 概要
余命わずかな主人公の医師が絶縁状態になっている北海道富良野市の家族の元に戻るまでを描いた作品で、緩和医療を題材としている。
脚本は倉本聰。なお、倉本が手がけた連続ドラマとしては『拝啓、父上様』 以来約2年ぶりの脚本であり、プロデューサーや製作スタッフも同作品とほぼ同じ顔ぶれになっており、今作は倉本が手がけた『北の国からシリーズ』（1981年 - 2002年）、『優しい時間』（2005年1月期）に続く「富良野三部作」の第3弾という位置づけになっている。
通常は連続ドラマでは演出を2〜3人、もしくはそれ以上の人数で担当するが、本作では宮本理江子がすべての回で演出を担当した。主題歌は『優しい時間』に続いて平原綾香が担当している。また、平原自身も役者として出演した。
主演の中井貴一が半年間のキャベツダイエットによって9キロも減量させ、末期癌で臨終する主人公の麻酔科医を演じた。なお、中井は本作以前にも同局製作のドラマ『セミダブル』で末期癌の患者役を演じたことがある。
放送開始直前の2008年10月5日に出演者の緒形拳が急逝したため、緒形のテレビドラマの遺作となった（撮影は終えたため、放送に影響はなかった）。番組タイトルの題字は書展を開いたこともある緒形の筆によるものである。また、初回と最終回では緒形を追悼するテロップが流れていた。
2008年12月31日放送のNHK『第59回NHK紅白歌合戦』で平原が本番組の主題歌『ノクターン』を歌唱した。歌唱前には緒形の追悼演出も行われた。

### 放送までの経緯
- 放送2年前より舞台となる富良野に大掛かりなブリティッシュガーデンを制作。これにあわせ、2008年4月にクランクインした。
- 6月8日には『YOSAKOIソーラン祭り』が行われ、ルイ役の黒木メイサが所属した『北の大地』が2位に入賞した。このパフォーマンスは一部ドラマのシーンにも使われている。
- 9月28日にクランクアップ。9月30日に主要キャストによる制作（クランクアップ）発表が行われた。
- 2008年10月9日放送開始。その冒頭で「この作品を故・緒形拳さんに捧げます」というテロップが挿入された。また最終回終了後も「緒形拳さんありがとうございました 心よりご冥福をお祈り致します」というメッセージが挿入された。

## あらすじ
麻酔科医の白鳥貞美は、東京の大学病院の准教授として活躍していたが、6年前、障害をもつ息子の子育てに悩み妻が自殺したとき不倫に耽っていたことから、父親に勘当され、北海道富良野市に住む家族とは絶縁していた。そんなある日、貞美は姉の誘いで、富良野の家族の元に戻ることになる。

## キャスト

### 白鳥家
白鳥 貞美〈45〉
演 - 中井貴一
本作の主人公。白鳥ルイと白鳥岳の父親。高林医大病院において麻酔科准教授を務める麻酔科学界の権威であり、死期の迫った患者を楽にする緩和医療のエキスパートでもある。底抜けに陽気な性格であり、女性関係も派手だが、周囲はそのことを黙認していた。だが、多忙の余り自らの体調の異変に気づいた時には、膵臓癌は手術不可能なステージ4bの状態にまで進行していた。長らく精力的に動いていたことから、自分の弱い姿を見られたくも知られたくもないと高林医大病院では表面上は何もせず、痛み止めの麻薬パッチを水木から処方してもらう等をしていた。死期を悟った上でかつての過ちを悔い、なおかつ自分の様子から妙子や桂木に病を知られたこともあって高林医大病院を離れて絶縁状態にある家族の住まう故郷・富良野へと足を運ぶが、最終回で息を引き取った。東京での愛車は、三菱・ディアマンテ。
白鳥 ルイ〈21〉
演 - 黒木メイサ（子供時代：田中日南乃）
貞美の娘。祖父・貞三、弟・岳と共に富良野で暮らしている。イギリスでガーデニングを学んだ後、亡き母冴子が遺したガーデンの手入れを手伝っている。旭川のダンスチーム「北の大地」に所属し、毎年札幌で開催されるよさこいソーランの練習に励んでいる。妻子持ちの恋人・宮内明と交際している。愛車は、三菱・パジェロミニ。
白鳥 岳〈14〉
演 - 神木隆之介
貞美の息子。知的障害を抱えるため、療養施設で暮らしていたが、現在は祖父・白鳥貞三の手で育てられている。ピアノの調律や花の名前、貞三の作る花言葉を記憶することに非凡な才能を持つ。父親は死んだと教えられ、そのことをずっと信じている。岳の言葉遣いがおかしくならないよう、貞三やルイからは丁寧語で話しかけられており、岳自身も丁寧語で話している。
谷口 冬美
演 - 木内みどり
貞美の実姉。
白鳥 冴子（回想シーンのみ）
演 - 真白由春
貞美の妻でルイと岳の母。貞美の度重なる女性問題や岳の件で悩み苦しみ、6年前に自ら命を絶つ。
上原 さゆり
演 - 森上千絵
上原春江の娘（貞美の姪）。3年前に夫を亡くし、現在は独身。旭川で春江と暮らしながら「上原ファーム」を営む。ダンスチーム「北の大地」に所属している。
上原 春江
演 - 草笛光子
貞三の義姉（貞美の伯母）。
白鳥 貞三〈73〉
演 - 緒形拳
貞美の父。かつては札幌の大病院の外科部長を務め、神の手と言われたほどの手術の名人だった。現在は富良野で訪問医として死の最前線に立ち会っている。孫2人と暮らしており岳には自らが考えた花言葉を教えている。
貞美の母でもある妻の死に目に貞美が女性問題で立ち会わなかったことや、妙子との不倫が引き金になり貞美の妻冴子を自死に至らしめたことに激昂し貞美を勘当する。以後六年間、一人で孫を育ててきたが本心は貞美を追い出したこと、彼を岳にとって「死に別れた人間」にしてしまったことに後ろめたさを感じている。

### 富良野西病院
山根
演 - 半海一晃
事務長。
益田
演 - 花王おさむ
院長。
岸
演 - 山崎潤
医師。
美花
演 - 須藤理彩
看護師。

### 貞美の同級生たち
小玉 エリカ〈44〉
演 - 石田えり
貞美の幼馴染。高校時代には付き合っていた。2度の離婚歴を持ち、現在は独身。実家の理容室を継いでいる。自称「富良野のマリリン・モンロー」。
佐伯 智美
演 - ふせえり
貞美の幼馴染。富良野で「花のさえき」を経営。
西本 弘
演 - 有薗芳記
貞美の同級生（愛称は「ヒロちゃん」）。現在は寺の住職。
塚田 誠
演 - 菅原大吉
貞美の同級生。高校時代はスキー部だった。
中川滑夫
演 - 久保隆徳
貞美の同級生。現在は葬儀屋。
水木 三郎〈45〉
演 - 布施博
貞美の大学時代の同級生。札幌で開業医をしている。貞美のために痛み止めの麻薬パッチを処方する。

### その他
内山 妙子〈45〉
演 - 伊藤蘭
高林医大病院の看護師長。貞美の同僚医師の妻だが、かつて彼と不倫関係を持っていた。貞美の末期介護をしたく北海道に訪れるが、貞三に説得されて、貞美に会わず帰路につく。
二神 達也〈58〉
演 - 奥田瑛二
財政界を揺るがす株不正取引の黒幕。貞美同様膵臓癌（末期）を患っており、マスコミや検察に追われながら高林医大病院に運び込まれた。同じ病に侵され「あなたのちょっとだけ、後輩です」と言う貞美に心を開くが2008年の夏、 貞美が富良野に帰省の折、息を引き取る。自分のキャンピングカーをメディカル仕様に改造しそれに移り住む予定だったが間に合わず、貞美に贈る。死後も貞美の夢に度々現れて、貞美を天国へ誘う。
二神 香苗〈23〉
演 - 国仲涼子
二神達也の娘。両親の離婚が原因で父親に会えずにいたが、父から病気を知らされ入院先である高林医大病院を訪れる。看護師勤務の経験がある。
内海
演 - 山中崇史
二神の担当医。
赤星
演 - 緒形幹太
水木の病院の医師。貞美を診察する。
石山 孟
演 - ガッツ石松
養蜂家で貞三の茶飲み友達。息子が後を継いでくれることを喜んでいる。後に彼がルイに惚れたと知った時は、激怒して殴りつけた。
石山 修〈22〉
演 - 平野勇樹
石山孟の息子。かつては不良少年で鑑別所に入ったこともあったが家業を継ぐため富良野に戻る。ルイにひとめぼれしアタックし続けている。お調子者だがムードメーカー的な存在であり、岳を弟のように可愛がるが、自分の言葉遣いが原因で岳の言葉遣いが若干荒くなった際はルイから迷惑がられた。
宮内 明
演 - 白石雄大
ルイの恋人。妻子持ちである。ルイとダンスチーム「北の大地」に所属している。
氷室 茜〈22〉
演 - 平原綾香
無名の歌手。貞美の恋人。現在は、ホテルのラウンジなどで弾き語りをしている。新曲・「カンパニュラの恋」がヒットし、ブレイクする。2008年の冬、ルイから貞美の死を聞きチャペルコンサートでは、「カンパニュラの恋」1曲だけを涙ながらに歌う。
内山
演 - 利重剛
貞美の同僚医師であり、妙子の夫。現在は金沢に赴任している。
海野 正
演 - 田中哲司
二神を追う東京地検特捜部検事。
西
演 - 平泉成
二神が以前入院していた霞ヶ関病院院長。
真田信夫
演 - 津村和幸
桂木
演 - 小野武彦
高林医科大学病院院長。
三沢
演 - 織本順吉
貞三が訪問診療していた在宅患者。貞三と家族に見守られながら自宅で息を引き取る。
三沢 さち
演 - 大方斐紗子
三沢の妻。余命短い夫の看護を続ける。
三沢 悟
演 - 甲本雅裕
三沢の息子。東京で暮らしている。自宅で最期の時を迎えたいという父親や貞三に反対し高度医療による延命治療を主張する。
老人
演 - 大滝秀治
貞三が訪問診療を施す認知症の男性。貞三から入院を勧められた際、「いやだ、あそこは人をボケ老人扱いする」と拒絶した。
看護師
演 - 吉田羊（第1話）
ラジオの声
演 - 森崎博之（第10話、声の出演）

## スタッフ
- 監督・演出 - 宮本理江子（フジテレビ）
- 脚本 - 倉本聰
- 音楽 - 吉俣良「風のガーデン」（ポニーキャニオン）
- 主題歌 - 平原綾香「ノクターン」（ドリーミュージック）
- 挿入歌 - 平原綾香「カンパニュラの恋」（ドリーミュージック）
- 医学指導 - 旭川医科大学 麻酔科蘇生科講座
- 統括プロデュース - 中村敏夫（FCC）
- プロデュース - 若松央樹（フジテレビ）、浅野澄美（FCC）
- 制作協力 - FCC
- 制作著作 - フジテレビ

## 放送日程
- 花の名前がサブタイトルになっている。

| 各話                                                       | 放送日   | サブタイトル   | 視聴率 |
| ---------------------------------------------------------- | -------- | -------------- | ------ |
| 第1話                                                      | 10月09日 | スノードロップ | 20.1%  |
| 第2話                                                      | 10月16日 | エゾエンゴサク | 18.0%  |
| 第3話                                                      | 10月23日 | タイム         | 15.5%  |
| 第4話                                                      | 10月30日 | ゲラニウム     | 15.4%  |
| 第5話                                                      | 11月06日 | カンパニュラ   | 13.6%  |
| 第6話                                                      | 11月13日 | デルフィニウム | 13.5%  |
| 第7話                                                      | 11月20日 | サポナリア     | 13.1%  |
| 第8話                                                      | 11月27日 | フロックス     | 14.1%  |
| 第9話                                                      | 12月04日 | ラムズイヤー   | 16.1%  |
| 第10話                                                     | 12月11日 | ユーフォルビア | 15.2%  |
| 最終話                                                     | 12月18日 | ナツユキカズラ | 17.6%  |
| 平均視聴率 15.8%（視聴率は関東地区・ビデオリサーチ社調べ） |          |                |        |

- 初回・最終回は22時 - 23時9分の15分拡大放送。

## 受賞歴
- 東京ドラマアウォード2009[3]
  - 作品賞 優秀賞（連続ドラマ）
  - 主演男優賞（中井貴一）
  - 脚本賞（倉本聰）
  - 演出賞（宮本理江子）
- 第35回放送文化基金賞[4][5]
  - テレビドラマ番組部門 本賞
  - 特別賞（緒形拳）
- 第46回ギャラクシー賞[6]
  - テレビ部門 選奨
  - 特別賞（中村敏夫プロデューサー）
- 第63回文化庁芸術祭 放送個人賞（宮本理江子、『風のガーデン』の演出）[7]
- 第17回橋田賞[8][9]

## ロケ地
- 富良野市・新富良野プリンスホテル - 風のガーデン所在地。
- 旭川市・上野ファーム - 風のガーデンで撮影に使用された庭を製作したガーデナーの上野砂由紀のファーム。
- 札幌市・大通公園 - YOSAKOIソーラン祭りの開催地。
- 東京都江東区・芝浦工業大学豊洲キャンパス - 貞美が勤務していた病院。